# Astis
Astis é uma comuna francesa na região administrativa da Nova Aquitânia, no departamento dos Pirenéus Atlânticos. Estende-se por uma área de 3,14 km². Em 2010 a comuna tinha 306 habitantes (densidade: 97,5 hab./km²).